# حكومة سلام فياض الأولى
حكومة سلام فياض الأولى هي الحكومة الفلسطينية الثانية عشر والتي عُرفت بحكومة تسيير الأعمال بعد الانقسام الفلسطيني، والتي قام بتشكيلها سلام فياض بموجب تكليف له من قبل الرئيس الفلسطيني محمود عباس. تشكلت الحكومة بتاريخ 13 يوليو 2007 من أجل إنفاذ أحكام حالة الطوارئ المفعلة في البلاد آنذاك، وعقب إقالة رئيس الحكومة السابقة إسماعيل هنية.

## تشكيلة الحكومة
كانت تشكيلة الحكومة الثانية عشر على النحو الآتي:
|    | الاسم                          | صورة | الحقيبة الوزارية                                                                      |
| 1  | سلام خالد عبد الله فياض        |      | رئيس وزراء السلطة الوطنية الفلسطينية وزير المالية وزير الشؤون الخارجية                |
| 2  | عبد الرزاق عقاب محمود اليحيى   |      | وزير الداخلية                                                                         |
| 3  | زياد البندك                    |      | وزير الحكم المحلي                                                                     |
| 4  | خلود فرنسيس خليل دعيبس         |      | وزيرة شؤون المرأة وزيرة السياحة والآثار                                               |
| 5  | "محمد كمال" إبراهيم محمد حسونة |      | وزير الاقتصاد الوطني وزير الأشغال العامة والإسكان وزير الاتصالات وتكنولوجيا المعلومات |
| 6  | لميس العلمي                    |      | وزيرة التربية والتعليم العالي                                                         |
| 7  | سمير عبد الله                  |      | وزير التخطيط وزير العمل                                                               |
| 8  | فتحي عبد الله أبو مغلي         |      | وزير الصحة                                                                            |
| 9  | رياض المالكي                   |      | وزير الإعلام                                                                          |
| 10 | جمال بواطنة                    |      | وزير الأوقاف والشؤون الدينية                                                          |
| 11 | مشهور أبو دقة                  |      | وزير النقل والمواصلات                                                                 |
| 12 | أشرف العجرمي                   |      | وزير شؤون الأسرى والمحررين                                                            |
| 13 | محمود الهباش                   |      | وزير الزراعة وزير الشؤون الاجتماعية                                                   |
| 14 | علي الخشان                     |      | وزير العدل                                                                            |
| 15 | إبراهيم أبراش                  |      | وزير الثقافة (2007–2008)                                                              |
| 16 | تهاني أبو دقة                  |      | وزيرة الشباب والرياضة وزيرة الثقافة (2008–2009)                                       |
| –  | سعدي الكرنز                    |      | أمين عام مجلس الوزراء                                                                 |

## قانونية الحكومية
وقع خلاف حول قانونية وشرعية أعضاء حكومة سلام فياض في الضفة الغربية والتي لم تمنح الثقة من المجلس التشريعي الفلسطيني. قال أنيس مصطفى القاسم أستاذ القانون وأحد مؤسسي منظمة التحرير الفلسطينية أن حكومة سلام فياض حكومة غير شرعية حيث أنها: «غير شرعية. القانون الأساسي صريح بأنه لا يجوز ممارسة أي اختصاصات إلا بعد نيل ثقة المجلس التشريعي، هي لم تعرض على المجلس التشريعي.» وقال: «الشرعي في الساحة الفلسطينية هي ما يسمى بالحكومة المقالة. حكومة غزة، حكومة غزة لأن حكومة غزة هي آخر حكومة نالت ثقة المجلس التشريعي الفلسطيني وفقا للقانون الأساسي وما جاء بعدها من حكومات لم يعرض على الإطلاق على المجلس التشريعي لنيل الثقة»، كما أن البند 4 من المادة 79 من القانون الأساسي يقول «لا يجوز لرئيس الوزراء أو لأي من الوزراء ممارسة مهام منصبه إلا بعد الحصول على الثقة به من المجلس التشريعي.»

## وصلات خارجية
- الموقع الرسمي لمجلس الوزراء الفلسطيني نسخة محفوظة 11 نوفمبر 2014 على موقع واي باك مشين.